# 江苏省句容高级中学
江苏省句容高级中学，简称省句中，是镇江市重点高中之一，位于句容市文昌东路29号。

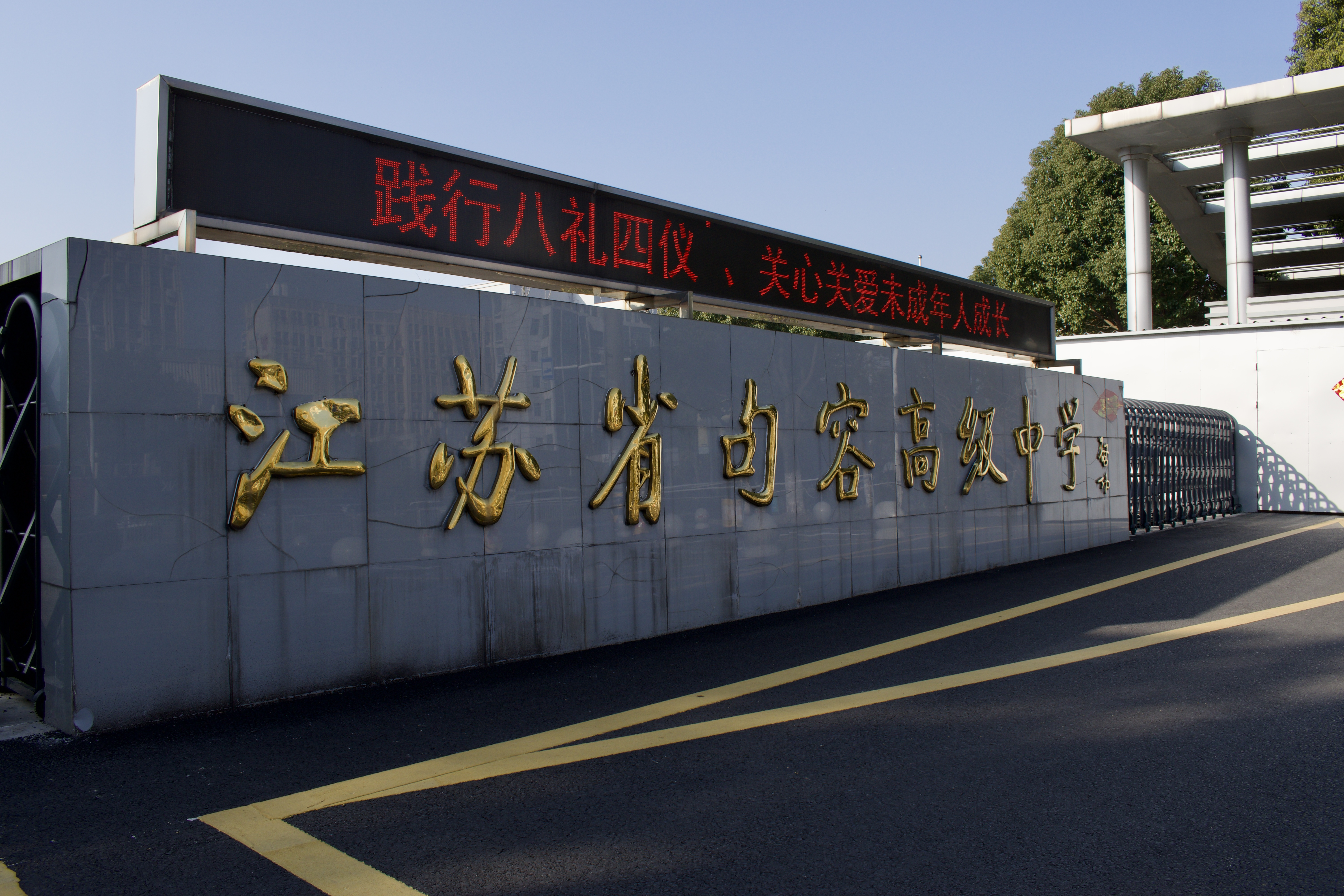
省句中北大门

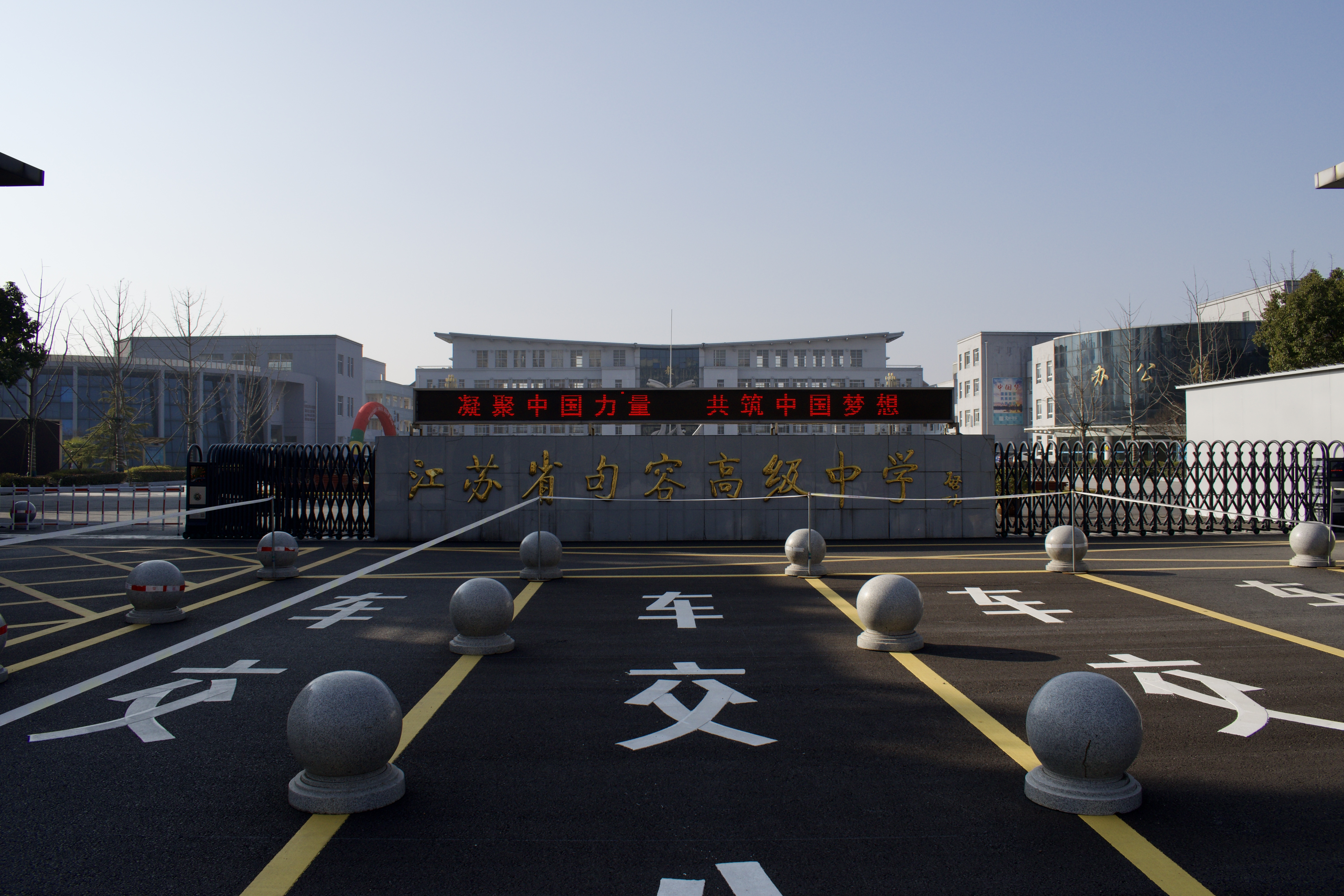
由北向南拍摄的省句中北大门全景，摄于2022年2月27日

## 沿革
学校前身是1926年建立的句容县立初级中学，原址在县城西门葛仙庵，为句容第一所公立中学。同年，迁至原华阳书院旧址。
1937年，侵华日军攻占句容，学校解散。
1942年，汪精卫国民政府控制的句容县成立“句容县立初级中学”，推行奴化教育。而此前撤离至溧阳的句容县长管容德在溧阳六区河心里虞氏宗祠重建句容县立初级中学。
1943年，溧阳沦陷，学校停办，后时办时停。
1945年，抗日战争胜利，两所句容中学合并为句容县立初级中学。
中华人民共和国成立后，1956年，增设高中班，改名句容县中学。
1986年，停招初一新生，改向纯高中过渡。
1995年，句容撤县建市，学校更名为句容市高级中学。
2001年3月，经江苏省教育厅批准，学校又更名为江苏省句容高级中学。
2002年5月19日易地新建，2003年8月19日竣工，8月底学校整体搬迁。
2021年1月5日，江苏省句容高级中学异地新建项目正式开工。

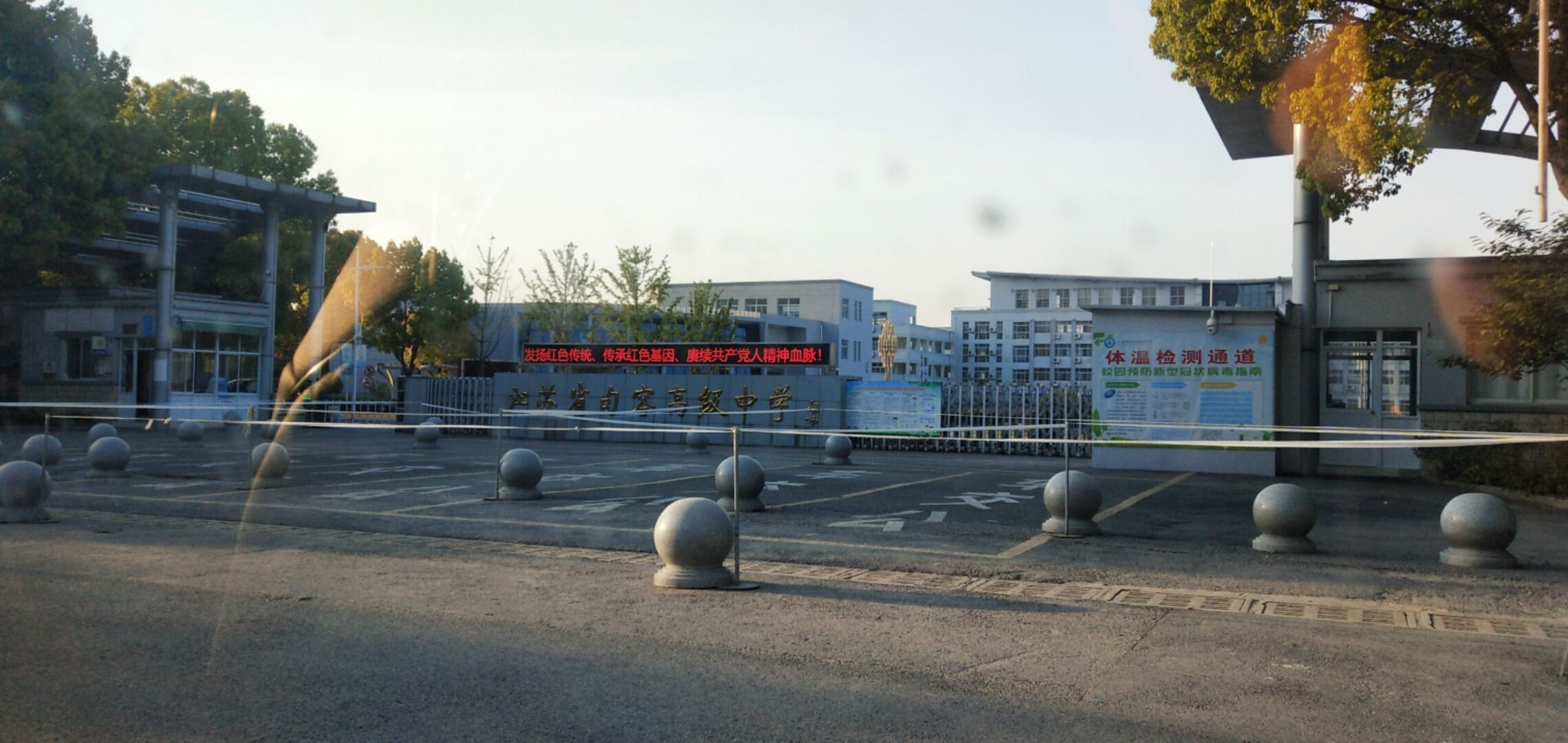
省句中北门照片,摄于2021年7月，门口的检疫通道清晰可见

## 办学规模
学校占地面积133334平方米，建筑面积52516平方米；高一、高二、高三分别为15个班，在校学生2180人。  
截至2017年7月，学校共有48个教学班，2525名在校生；新校区占地200亩，总建筑面积5万多平方米，教学教辅用房15133平方米，体育卫生用房3257平方米，教学楼前的开放式广场占地9270平方米，运动场馆占地34303平方米，绿化面积60890平方米。 

## 精神文化
校训：诚毅：以诚为人治学，以毅追求至善。
校风：爱国、守纪、勤奋、健美。
教风：敬业、奉献、求实、创新。
学风：奋发探索，团结进取。

## 教学成绩
2020年普通高等学校招生全国统一考试中，江苏省句容高级中学考生进入江苏省前100名1人，前500名8人；本一达线人数452人，本一达线率77%；420分以上2人，415分以上6人，400分以上28人。李重言被清华大学录取，马成龙、王亚凡北京大学录取。
最高分：理科424分 双A+，文科407分双A+ 

## 备注
1. ↑  2009年到2020年江苏省高考总分为480分，与中国大陆大多数省份有区别。